# Cinéma et vidéo amateurs
Pour des articles plus généraux, voir Cinéma et Vidéo.

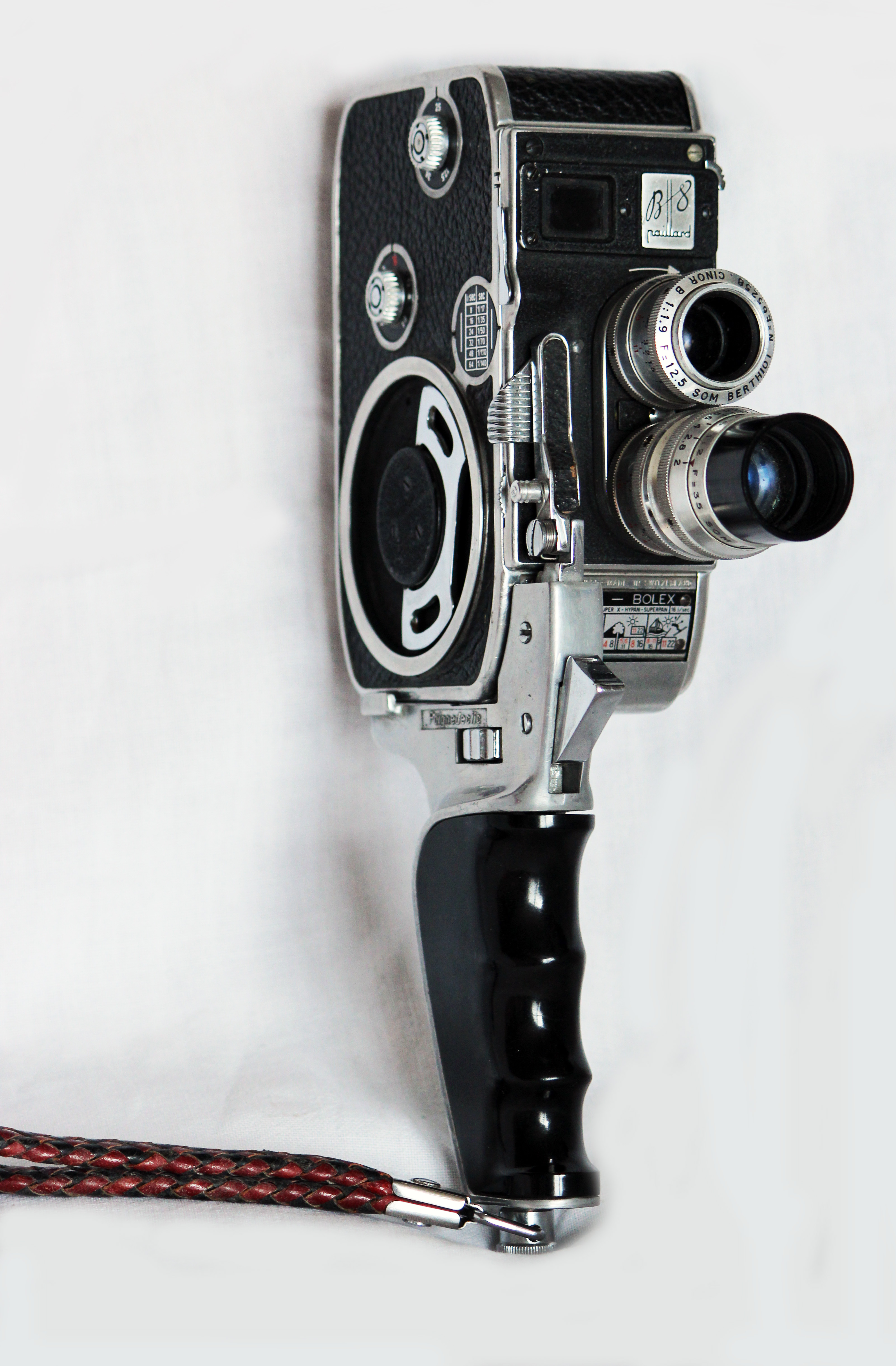
Caméra de cinéma amateur 8 mm, de fabrication suisse (Paillard 1945-1967).

Les cinéma et vidéo amateurs  sont des réalisations cinématographique filmées par des non-professionnels, souvent dans le but d'enregistrer des souvenirs familiaux, de voyages, etc. Il existe aussi des œuvres de fiction réalisées par des cinéastes amateurs, le plus souvent des courts métrages.
À l'époque du cinéma sur film argentique, des formats spécifiques ont été développés, de même que du matériel, à l'adresse des amateurs. Plus tard, l'arrivée de la vidéo grand public a facilité le tournage d'images en mouvement et leur visionnage (sur un simple écran de télévision), et surtout a transformé ce type de cinéma en y adjoignant systématiquement le son direct qui, en argentique, était parfois un problème et même en général une impossibilité, compte tenu, au début, de l'adjonction d'un second appareil — aussi bien au tournage qu'à la projection — un magnétophone et un synchroniseur image/son, dont la manipulation et le prix réservaient son usage à quelques amateurs éclairés et fortunés, tout comme les caméras sonores qui sont apparues par la suite. L'avènement du numérique a ensuite introduit l'enregistrement vidéo dans presque tous les appareils électroniques portables ; ordinateurs, appareils photos, téléphones mobiles, jusqu'à la quasi-généralisation de la HD aujourd'hui disponible sur divers appareils.

## Cinéma

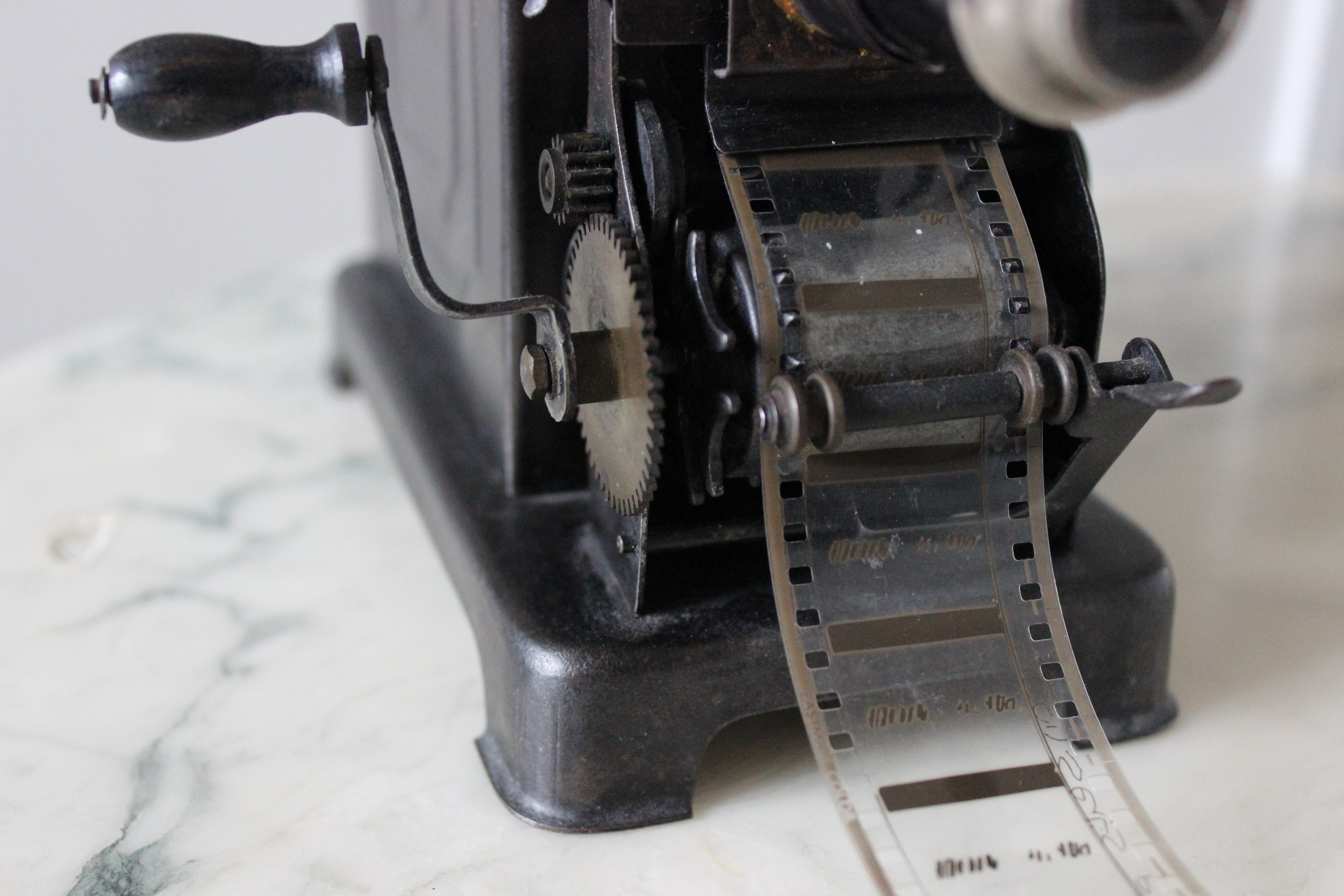
Mécanisme de projection 35 mm amateur (1910)

### Les formats
Le format standard de 35 mm fut adopté par les premiers amateurs des classes aisées, aussi bien pour organiser des projections à leur domicile, que pour « mettre en boîte » de charmantes scènes familiales. Les frères Lumière, d'ailleurs, visaient essentiellement cette clientèle bourgeoise et riche. Deux des « vues photographiques animées » qu'ils présentèrent dès leur première séance publique (La Pêche aux poissons rouges et Le Repas de bébé) sont révélatrices du but recherché par les deux inventeurs : vendre des exemplaires de leur Cinématographe, et vendre leur pellicule vierge maison. Rappelons que ni l'un ni l'autre, contrairement à des inventeurs comme Thomas Edison, Émile Reynaud et bien d'autres, ne crurent jamais à l'avenir du spectacle cinématographique. 
Ce format professionnel se révéla trop onéreux, et pour atteindre une clientèle plus modeste (mais cependant aisée), plusieurs formats de cinéma amateur furent créés.
Les plus connus sont :
- le 8 mm et son successeur le super 8, qui est loin d'avoir dit son dernier mot : de la pellicule est toujours disponible et des films d'édition apparaissent régulièrement sur le marché ;
- le 16 mm et son amélioration, le super 16, on trouve toujours de la pellicule 16 mm ;
- le 9,5 mm, format devenu muséologique pour le grand public, mais que certains amateurs enthousiastes utilisent encore (voir Film 9,5 mm).

D'autres eurent moins de succès comme le 28 mm, le 32 mm ou le 17,5 mm, qui sont depuis longtemps tombés dans la muséologie.

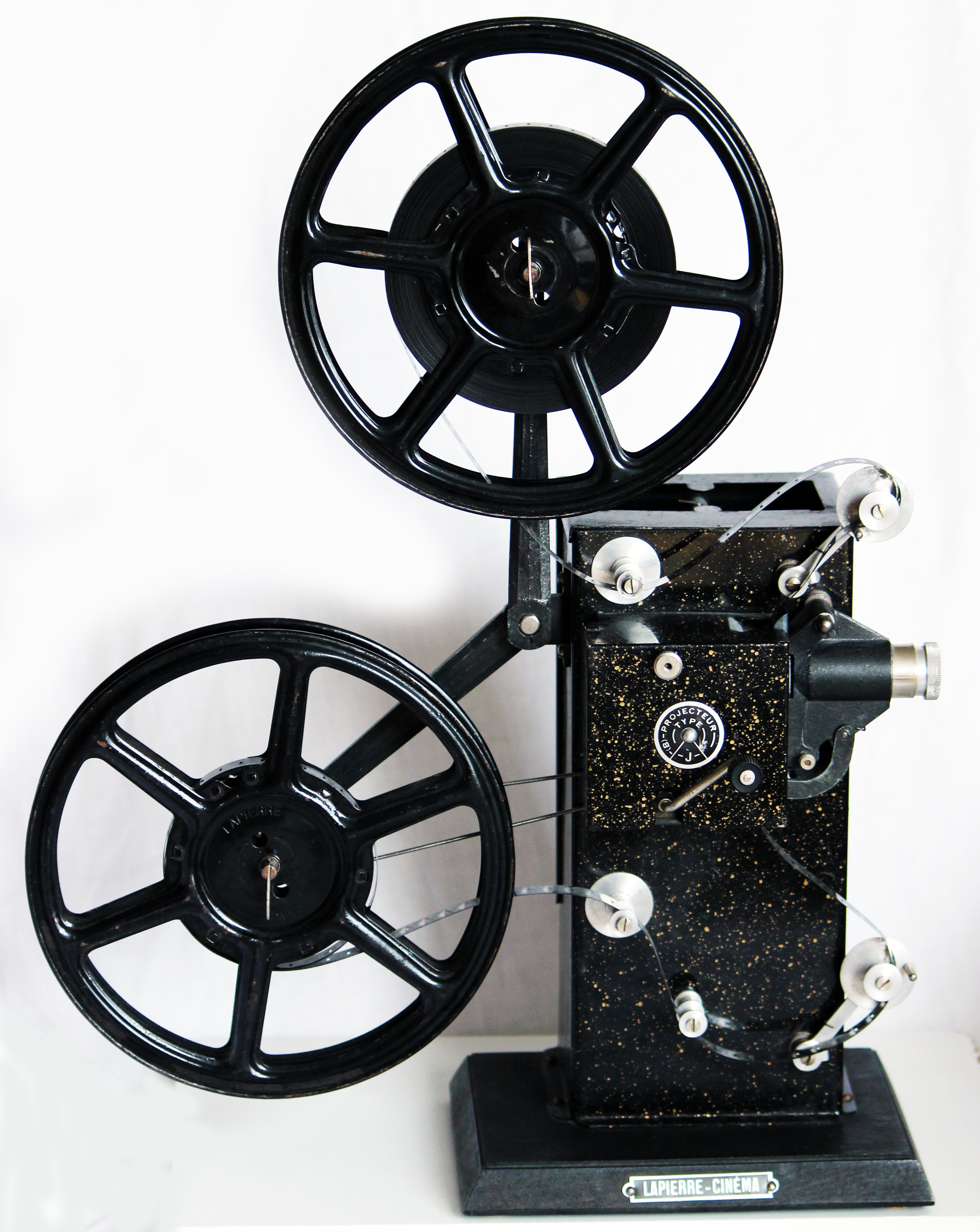
Appareil de projection 9,5 mm LAPIERRE Type J (1950).

Présentés dans l'ordre chronologique de leur apparition :
- 1922 :  le 9,5 mm, premier format amateur mis sur le marché grand public par Pathé sous la forme du projecteur « Pathé-Baby » pour diffuser une large bibliothèque de films : « Le Cinéma chez soi ». Une caméra de prise de vues à manivelle est proposée en 1923 : le chargement est facile car le film inversible est proposé en cassette métallique.

- 1923 :  le 16 mm, format réduit de grande diffusion, proposé par Kodak aux États-Unis comme film amateur aussi bien que professionnel. Présenté en bobines à joues de 15 mètres et 30 mètres, mais aussi en cartouche pré-chargée.

- 1932 :  le 8 mm, dénommé « Cine Kodak Eight », ou ultérieurement « Double 8 » par opposition au « Simple 8 ». Il s'agit d'un film de 16 mm de large, ayant une rangée de perforations sur chaque bord : la prise de vues s'effectue d'abord sur la partie droite, puis, en retournant le film (dans le noir pour éviter le voilage) sur la partie gauche. Au laboratoire, après le développement, le film est coupé en deux longitudinalement et les deux moitiés sont assemblées bout à bout. La pellicule inversible permet en tout de filmer pendant près de quatre minutes.
Le format de l'image du 8 mm correspond à 1/4 de la surface d'une image tournée sur film 16 mm.

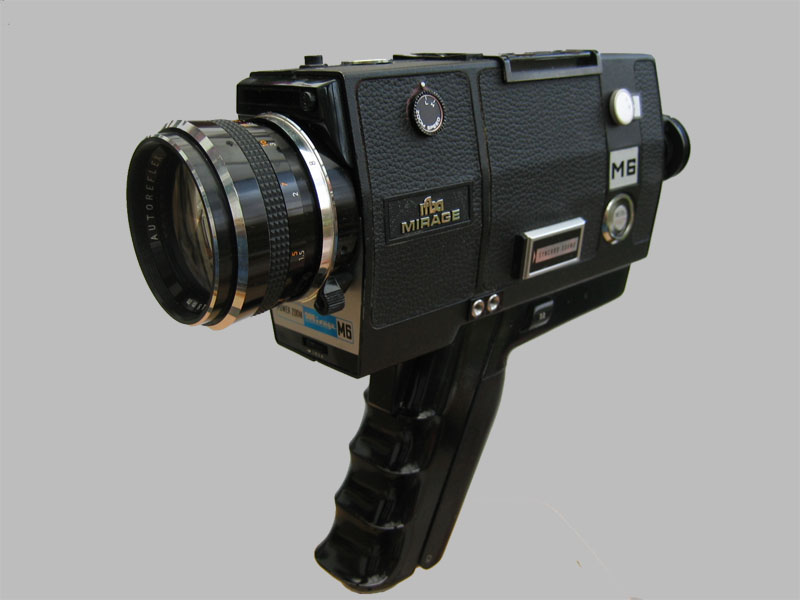
Caméra Super 8 de 1975

- 1965, le Super 8. Le format de l'image est augmenté en diminuant la surface perdue des perforations (gain de 50 %). Le film est contenu dans une cassette en plastique (où les bobines débitrice et réceptrice sont coaxiales) pour faciliter le chargement et éviter toutes les manipulations nécessitées par le Double 8. Le presseur de film est lui aussi en plastique et intégré à la cassette : c'est d'ailleurs le point faible de cette présentation.

- 1968, le Single-8 (en) de Fuji fait son apparition.

- Années 1970 : les projecteurs sonores ainsi que les caméras sonores apparaissent, munis par construction d'une tête de lecture magnétique. La cassette Super 8 est modifiée, le pistage magnétique est présent sur le film vierge dès son achat. C'est l'aboutissement technique de plusieurs années de solutions plus ou moins fiables et compliquées (caméras + projecteur + magnétophone à cassette synchronisé) qui permet à l'amateur d'avoir facilement du son direct, comme le sera le son des futurs caméscopes vidéo.

- 1977, Polaroid lance la Polavision, un procédé révolutionnaire permettant de réaliser des films 8 mm à développement instantané, vite dépassé par l'essor de la vidéo.

### Les équipements
Les principaux fabricants d'équipement pour les amateurs furent Paillard Bolex, Ercsam, Bauer, Eumig, Beaulieu, Bell et Howell, Braun Nizo, Heurtier, Kodak.

## Vidéo

### Les équipements

#### Analogique
Plusieurs formats de vidéo amateur analogique ont été créés pour enregistrer les images sur bande vidéo à l'aide d'un caméscope.
- La VHS-C : même bande que la VHS, boîtier plus petit mais même format d'enrouleur
- La S-VHS : même boîtier que la VHS, bande plus dense
- Le Video 8 : bande de 8 mm de large, petit boîtier
- Le Hi 8 : Video 8 évolué
- Le Betamax

#### Numérique
- DV
- Betacam numérique
- D8 : Digital 8
- MPEG-4 à mémoire Flash

## Préservation, restauration et usages d'un patrimoine en péril

### Sauvegarde
- Depuis 1986, le travail des associations, au départ œuvre de bénévoles, a été crucial pour sauver un pan méconnu du patrimoine national: les films amateur. Aujourd'hui fédérées au sein de l'association européenne Inédits[2], elles sont soutenues par les budgets régionaux et le Centre national du cinéma et de l'image animée, qui a lui-même commencé à valoriser les collections des Archives françaises du film. L'intérêt tardif des institutions et du public pour ces témoignages de l'histoire quotidienne des Français n'a pas empêché la collecte de milliers de bobines, toujours en cours: de plus en plus d'archives départementales ont pris conscience de l'intérêt d'en permettre l'accès au public[3]. Les grandes cinémathèques en région (Cinémathèque de Toulouse, Institut Lumière à Lyon, Institut Jean Vigo à Perpignan) développent également la collecte, la numérisation et la valorisation de collections qui restent souvent à inventorier[4].

### Usages
- Les historiens du cinéma et les historiens de l'époque contemporaine ont compris l'intérêt spécifique de cette source [5],[6]; ils multiplient les projets de valorisation scientifique, notamment grâce à des fonds européens[7],[8]. De plus en plus de documentaires historiques produits pour la télévision utilisent des images non professionnelles, censées plus proches de l'expérience populaire des événements, offrant en tout cas sur eux un regard non normé, dépourvu de propagande intentionnelle[9]. De même, de nombreuses expositions incorporent à leur parcours des écrans présentant des montages de film amateur et proposent des cycles de projection publiques. Enfin, depuis plusieurs années, des vidéastes et artistes contemporains comme Michel Gondry ou Peter Forgacs réemploient en les transformant les images filmiques amateur.

### Associations
- Pionnière en France pour la préservation du patrimoine audiovisuel amateur, la Cinémathèque de Bretagne a été créée en 1986; en 2020, elle offrait l'accès à 6000 films numérisés portant sur la Bretagne au sens large ou tournés par des Bretons pendant leurs séjours hors de la région[10],[11]. Depuis ont été fondées la Cinémathèque des pays de Savoie et de l'Ain (1999), la Cinémathèque de Corse (2000) ou la Cinémathèque de Nouvelle-Aquitaine (2009). Les associations sont parfois fédérées autour de pôle images régionaux, comme dans la région Centre (2006), en Lorraine (2006) ou en Normandie (2015).
- Le Pôle Patrimoine de Ciclic[12] recherche, conserve, indexe, numérise et valorise les films amateurs tournés dans le territoire de la Région Centre depuis les débuts du cinéma. Tous les films sont répertoriés dans une base de données documentaire qui permet depuis novembre 2010 de découvrir plus de 3 000 films sur le site Mémoire[13].
- Depuis 2001, l'association Cinémémoire a axé sa politique de préservation sur l'histoire de Marseille, de la région PACA et des colonies françaises[14]. Elle conserve aujourd'hui 1600 heures d'images amateur, dont 900 sont numérisées et accessibles au public[15].
- Depuis 2006, l'association Mémoire des images réanimées d'Alsace collecte, inventorie, numérise et diffuse les films tournés par les cinéastes amateur de la région dans tous les formats de pellicule[16],[17]. Depuis 2019, une sélection de ces films et de films issus de la Haus des Dokumentarsfilm (Stuttgart) est accessible au public avec une éditorialisation complète[18]'.